# Флурё
Флурё (норв. Florø) — город в западной части Норвегии, в фюльке Согн-ог-Фьюране. Является административным центром коммуны Флура. Город был основан по королевскому приказу в 1860 на острове Florelandet. Флурё является самым западным городом Норвегии и соответственно самым западным городом Скандинавского полуострова. 1 января 1964 года в состав города вошли такие муниципалитеты как: Кинн, Эйкефьорд и Брю, с этого момента Флурё получил статус муниципалитета.
В 2012 году в городе проходил второй полуфинал конкурса «Melodi Grand Prix», так же второй полуфинал конкурса пройдет и в 2013 году.